# Гімн Франції
Гі́мном Франції у різні періоди історії були різні пісні.
До 1792 королівським гімном був Domine, salvum fac regem («Боже, бережи короля»). Його у 1686 році написала герцогиня де Брінон (фр. duchesse de Brinon), можливо, натхненна 29 псалмом. Слова були покладені на музику Ж.-Б. Люллі. Цей гімн став основою для британського гімну «Боже, бережи короля».
Також до 1790 року популярною була пісня «Marche de Henri IV».
14 липня 1795 гімном Франції була оголошена «Марсельєза» Клода Жозефа Руже де Ліля.
З 1804 по 1814/15 під час правління Наполеона гімном Франції була «Le Chant du Départ».
Під час реставрації Марсельєза була заборонена. Офіційним гімном була пісня «La Parisienne». Під час Другої імперії функцію гімну виконала пісня Partant pour la Syrie. А під час Третьої республіки (1871—1940) Марсельєза знову стала гімном.
При Режимі Віші (1940—1945) пісня «Маршал, ми тут!» (фр. Maréchal, nous voilà) мала подібне до Марсельєзи значення. Конституції Четвертої (1946) та П'ятої республіки (1958) визначили «Марсельєзу» як гімн (стаття 2 французької конституції 1958 року).